# Lijst van nummer 1-hits in Duitsland in 2008
Deze hits stonden in 2008 op nummer 1 in de Musikmarkt Top 100, de bekendste hitlijst in Duitsland.
| Datum        | Artiest                 | Titel                               |
| ------------ | ----------------------- | ----------------------------------- |
| 4 januari    | Timbaland & OneRepublic | Apologize                           |
| 11 januari   | Timbaland & OneRepublic | Apologize                           |
| 18 januari   | Timbaland & OneRepublic | Apologize                           |
| 25 januari   | Leona Lewis             | Bleeding love                       |
| 1 februari   | Leona Lewis             | Bleeding love                       |
| 8 februari   | Leona Lewis             | Bleeding love                       |
| 15 februari  | Leona Lewis             | Bleeding love                       |
| 22 februari  | Schnuffel               | Kuschel song                        |
| 29 februari  | Schnuffel               | Kuschel song                        |
| 7 maart      | Schnuffel               | Kuschel song                        |
| 14 maart     | Schnuffel               | Kuschel song                        |
| 21 maart     | Schnuffel               | Kuschel song                        |
| 28 maart     | Schnuffel               | Kuschel song                        |
| 4 april      | Schnuffel               | Kuschel song                        |
| 11 april     | Schnuffel               | Kuschel song                        |
| 18 april     | Duffy                   | Mercy                               |
| 25 april     | Madonna & Justin        | 4 Minutes                           |
| 2 mei        | Madonna & Justin        | 4 Minutes                           |
| 9 mei        | Madonna & Justin        | 4 Minutes                           |
| 16 mei       | Mark Medlock            | Summer love                         |
| 23 mei       | Mark Medlock            | Summer love                         |
| 30 mei       | Mark Medlock            | Summer love                         |
| 6 juni       | Thomas Godoj            | Love is you                         |
| 13 juni      | Thomas Godoj            | Love is you                         |
| 20 juni      | Shaggy & Trix & Flix    | Feel the rush (Mascots song)        |
| 27 juni      | Kid Rock                | All summer long                     |
| 4 juli       | Kid Rock                | All summer long                     |
| 11 juli      | Kid Rock                | All summer long                     |
| 18 juli      | Kid Rock                | All summer long                     |
| 25 juli      | Kid Rock                | All summer long                     |
| 1 augustus   | Kid Rock                | All summer long                     |
| 8 augustus   | Kid Rock                | All summer long                     |
| 15 augustus  | Kid Rock                | All summer long                     |
| 22 augustus  | Söhne Mannheims         | Das hat die welt noch nicht gesehen |
| 29 augustus  | Katy Perry              | I kissed a girl                     |
| 5 september  | Katy Perry              | I kissed a girl                     |
| 12 september | Rosenstolz              | Gib mir sonne                       |
| 19 september | Katy Perry              | I kissed a girl                     |
| 26 september | Katy Perry              | I kissed a girl                     |
| 3 oktober    | Katy Perry              | I kissed a girl                     |
| 10 oktober   | P!nk                    | So what                             |
| 17 oktober   | P!nk                    | So what                             |
| 24 oktober   | P!nk                    | So what                             |
| 31 oktober   | Polarkreis 18           | Allein allein                       |
| 7 november   | Polarkreis 18           | Allein allein                       |
| 14 november  | Polarkreis 18           | Allein allein                       |
| 21 november  | Polarkreis 18           | Allein allein                       |
| 28 november  | Polarkreis 18           | Allein allein                       |
| 5 december   | Katy Perry              | Hot n cold                          |
| 12 december  | Katy Perry              | Hot n cold                          |
| 19 december  | Katy Perry              | Hot n cold                          |
| 26 december  | Katy Perry              | Hot n cold                          |